# USS Essex (CV-9)
Pour les autres navires du même nom, voir USS Essex.
L’USS Essex (CV/CVA/CVS-9) était un porte-avions de la marine des États-Unis pendant la Seconde Guerre mondiale, essentiellement dans l'océan Pacifique. Il fut le quatrième navire de la marine américaine à porter ce nom. Il fut la tête de série de la plus importante classe de porte-avions jamais construite à ce jour (2010).

## Historique
Le CV-9 Essex fut lancé le 31 juillet 1942 depuis les chantiers de Newport News Shipbuilding et fut déclaré opérationnel en octobre de la même année.
Il participa depuis cette date à la campagne du Pacifique. Le 25 novembre 1944, il fut touché au niveau du pont d'envol, plein d'avions prêts à décoller, par un Kamikaze, causant d'importants dommages ainsi que la mort de 14 marins, en blessant 44 autres.
Il fut retiré du service en janvier 1947 et subit un important chantier de rénovation (SCB-27A) entre 1949 et 1951 où il reçut des catapultes hydrauliques. Il reprit du service en 1951 pendant la Guerre de Corée. Il fut le premier porte-avions à déployer le F2H Banshee en opération.
En 1955, le CV-9 Essex fut modifié (SCB-125) et reçut un pont oblique et en 1962 fut remis en cale sèche afin de subir d'importantes modifications.

Photographies de l'Essex
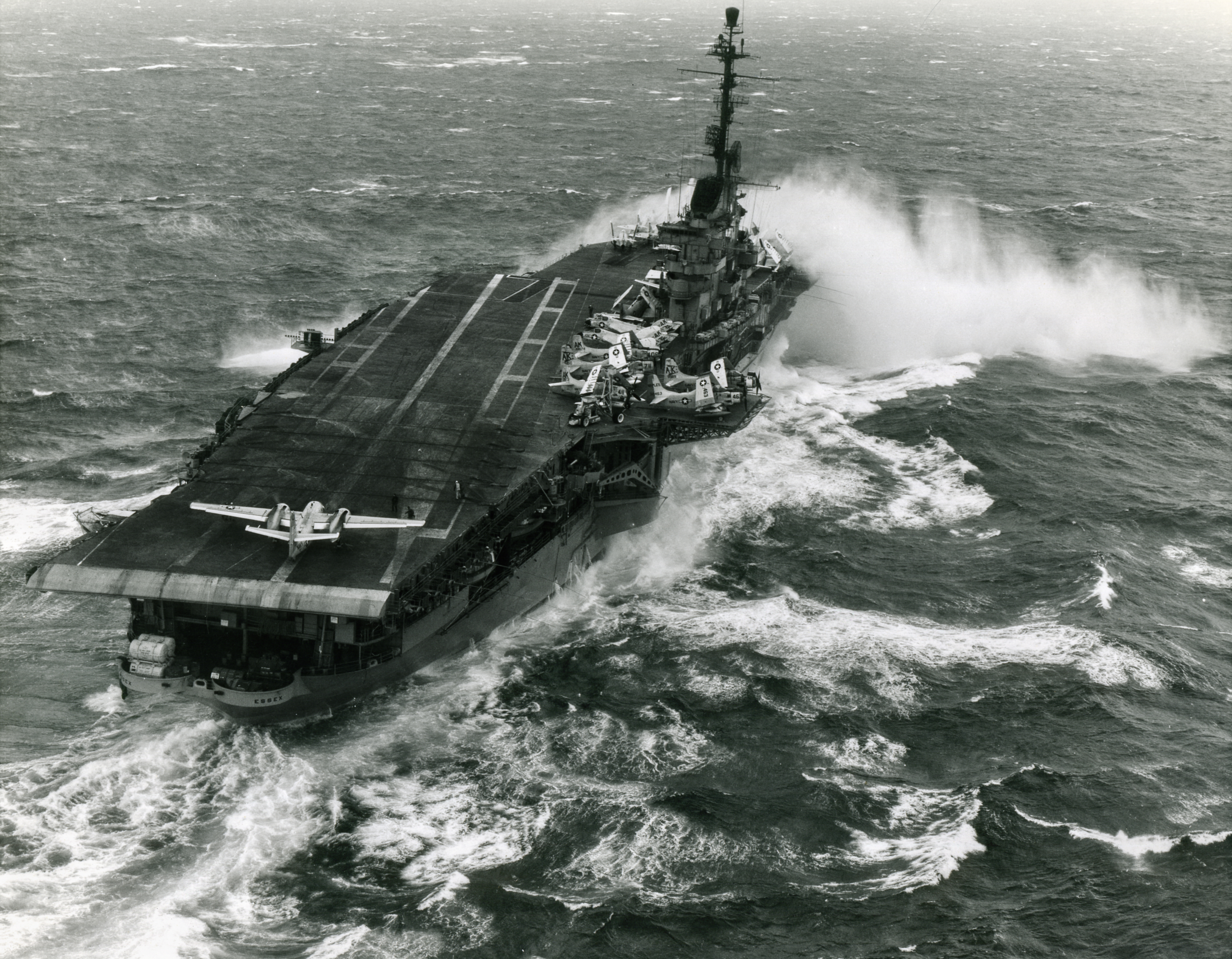
L'Essex par forte mer, en janvier 1960
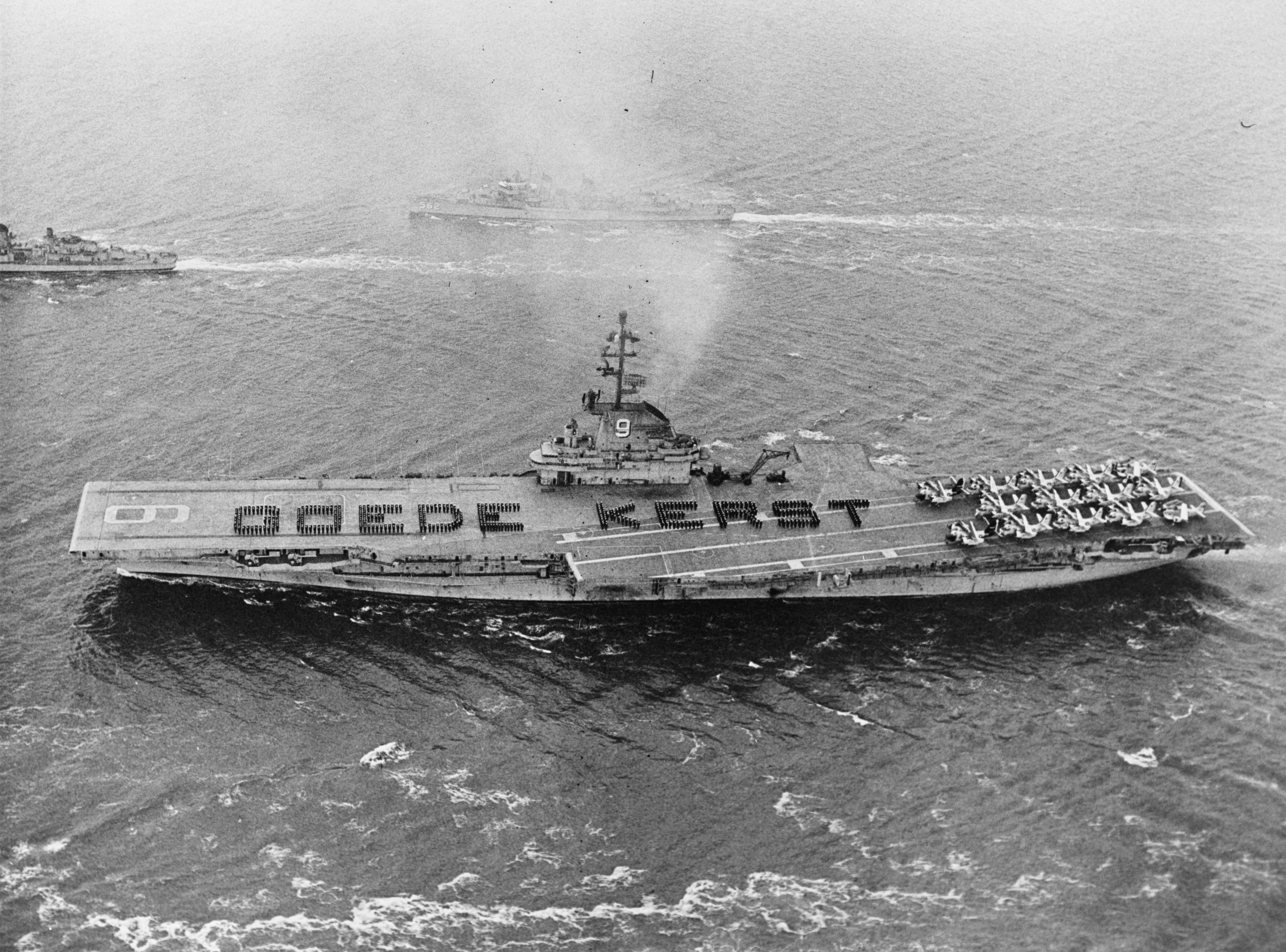
L’Essex en 1961.
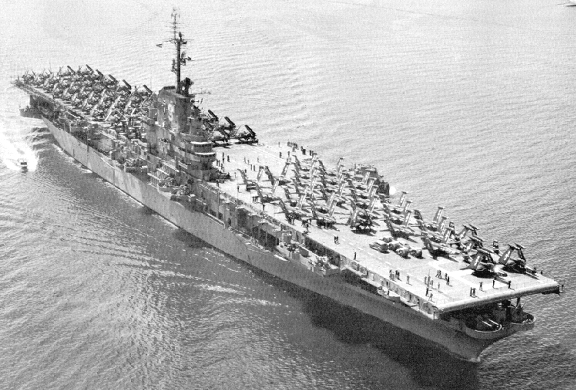
L’Essex après sa modernisation SCB-27A.
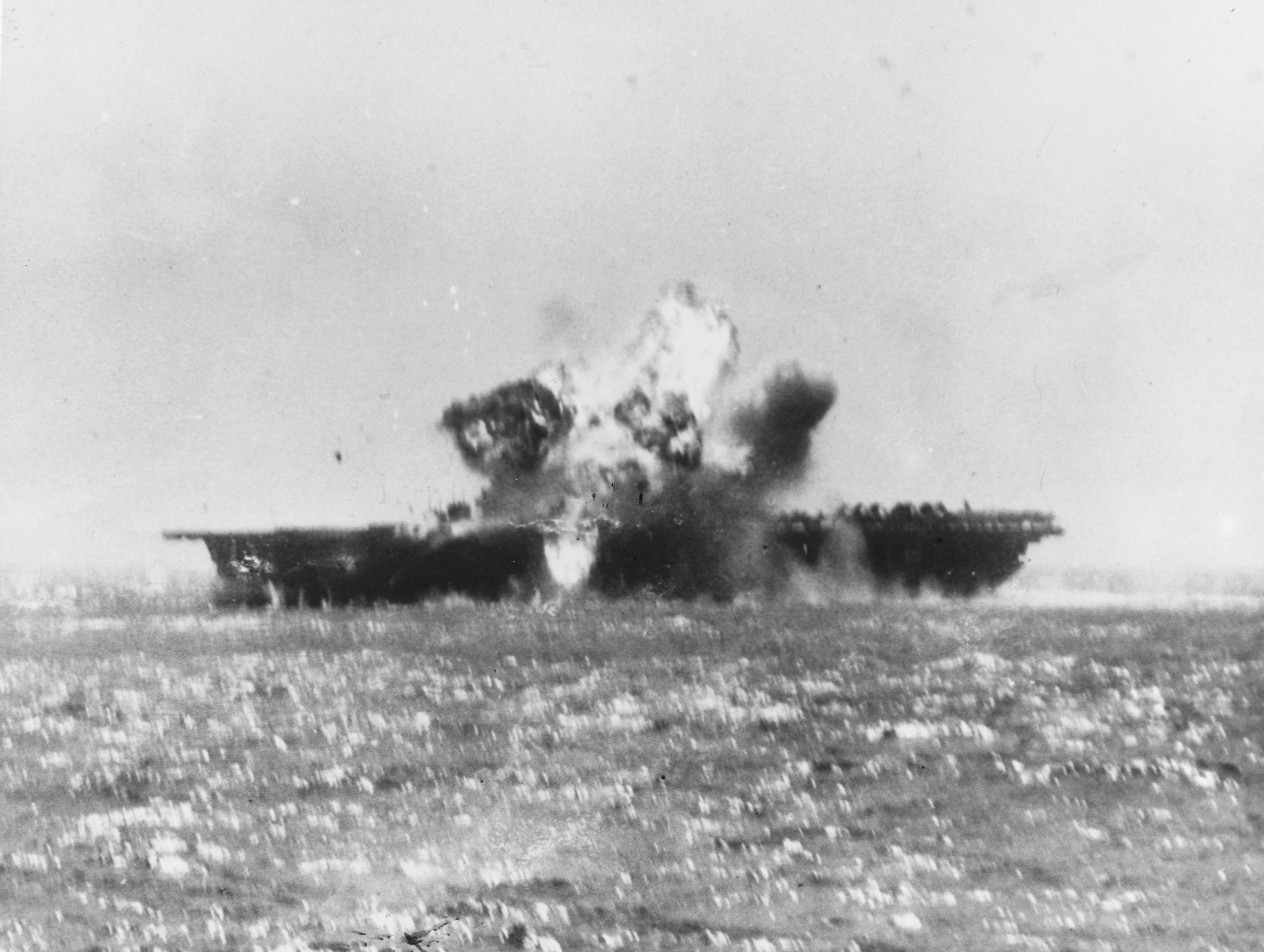
L’Essex touché par un Kamikaze.

## Engagements
- Seconde Guerre mondiale
- Guerre de Corée
- Crise des missiles de Cuba
- Mission Apollo 7

## Sources
- (en) Robert Jackson, 101 Great Warships, Rosen Publishing, janvier 2010, 112 p. (ISBN 978-1-4358-3596-2, lire en ligne)